# Lies Visschedijk
 (octobre 2018).
Si vous disposez d'ouvrages ou d'articles de référence ou si vous connaissez des sites web de qualité traitant du thème abordé ici, merci de compléter l'article en donnant les références utiles à sa vérifiabilité et en les liant à la section « Notes et références ».
Lies Visschedijk, de son vrai nom  Elisabeth Suzan Ceciel Marijke Visschedijk, née le 14 janvier 1974 à Heel, est une actrice et narratrice néerlandaise.

## Filmographie
- 2007 : Love is all de Joram Lürsen : Alicia[2]
- 2010 : Secret Letters de Simone van Dusseldorp : Moeder Eva[3]
- 2011 : Vipers Nest de Will Koopman : Roelien Grootheeze[4]
- 2013 : Soof de Antoinette Beumer : Soof[5]
- 2013 : L'amour est la parole de Pieter Kuijpers : Moeder
- 2013 : It's All So Quiet de Nanouk Leopold : Ada[6]
- 2014 : In the Heart de Nicole van Kilsdonk : Suzanne[7]
- 2015 : Hallo bungalow de Anne de Clercq : Olivia[8]
- 2015 : De Masters de Ruud Schuurman : Sandra[9]
- 2015 : Le Retour Du Castor de Cees van Kempen
- 2015 : Le Retour Du Martin-pêcheur de Cees van Kempen
- 2016 : Soof 2 de Esmé Lammers : Soof[10]
- 2016 : Brasserie Valentine de Sanne Vogel[11]
- 2017 : Roodkapje: Een Modern Sprookje de Will Koopman : La chanteuse

## Télévision
- 2002-2007 : Jimmy Neutron
- 2005-2009 : Jardins secrets